# Neuenkirchen (Osnabrück)
Neuenkirchen è un comune di 4.527 abitanti della Bassa Sassonia, in Germania.
Appartiene al circondario (Landkreis) di Osnabrück (targa OS) ed è parte della comunità amministrativa (Samtgemeinde) di Neuenkirchen.